# Invader Zim e il Florpus
Invader Zim e il Florpus (Invader Zim: Enter the Florpus) è un film d'animazione del 2019 diretto da Jenny Goldberg e Jake Wyatt.
Commedia fantascientifica, basata sulla serie televisiva animata Invader Zim creata da Jhonen Vasquez e trasmessa su Nickelodeon dal 2001.
Originariamente prodotto come film per la televisione dalla Nickelodeon, i diritti di distribuzione furono acquistati da Netflix nel maggio 2019. Il film è stato distribuito sulla nota piattaforma il 16 agosto 2019, in tutti i paesi in cui il servizio è disponibile, ed è stato acclamato dalla critica.

## Trama
Quando Zim e GIR riappaiono all'improvviso fuori dalla loro casa dopo mesi di assenza, Dib, ora estremamente obeso poiché rimasto tutto il tempo ad attendere il loro ritorno, si reca da loro per affrontarli. Zim rivela che la sua scomparsa faceva parte di un piano per rendere Dib fisicamente impossibilitato ad affrontarlo, permettendogli così di iniziare la Fase 2 per il suo piano di conquista della Terra. Così, Zim contatta gli Altissimi per annunciargli l'inizio della Fase 2, ma si rende conto di aver scordato il piano.
Mentre Zim tenta di ricordarsi il piano, Dib inizia un allenamento che lo rimette in forma, e corre a fermare Zim. Appena uscito di casa, suo padre, il professor Membrane, gli consegna, in occasione della Giornata della Pace, un prototipo del Membraccialetto, un'invenzione che presenterà al mondo il giorno successivo.  Dopo aver cercato invano di convincere il padre a credere all'esistenza di Zim e degli alieni, Dib trova Zim in uno stato di depressione, dopo che questi ha appreso che l'armata degli Irken, la sua specie, è lontana anni luce dalla Terra, e che gli Altissimi non hanno alcun interesse per lui o per la Fase 2. Zim accetta così la sconfitta e si arrende a Dib, che decide di presentare Zim al mondo intero durante il discorso del padre il giorno dopo, nella speranza di ottenere la sua approvazione.
Dib porta Zim alla presentazione di suo padre, e gli consente di modificare il prototipo del Membraccialetto per accedere alla sala di controllo. Tuttavia, una volta attivato il bracciale, Membrane scompare e Zim prende il controllo del palco sotto mentite spoglie, invitando la folla ad acquistare la sua versione del bracciale. Dib si sveglia improvvisamente il giorno successivo, ritrovandosi con sua sorella Gaz imprigionato in casa, sorvegliati da Clonebrane (Clembrane), esperimento malriuscito di Zim nel tentativo di clonare Membrane. Zim ha intanto preso possesso della società di Membrane e supervisionato le vendite dei Membracialetti modificati. All'inizio della celebrazione della Giornata della Pace, Zim ordina a tutti i bambini della Terra di tenersi per mano mentre indossano i braccialetti. Una volta compiuto ciò, Zim attiva i blob di modulazione spaziale attaccati ai braccialetti usando Minialce (Minimoose), una creatura sembiante che raffigura una piccola alce con il potere di raccogliere l'energia oscura spaziale; così facendo, la Terra viene teletrasportata in una zona dello spazio sulla rotta della flotta Irkiana. Nel frattempo, gli Altissimi, irritati dalla ricomparsa di Zim, programmano di distruggerlo insieme alla Terra una volta averla raggiunta.
Nonostante il piano di Zim sembri funzionare, un buco nero si apre improvvisamente nello spazio. Si tratta di uno squarcio Florpus, creato dal teletrasporto della Terra, capace di risucchiare i pianeti vicini, facendoli così entrare in collisione tra loro e generando realtà alternative. Zim ignora tale pericolo, preoccupandosi di più per l'arrivo degli Altissimi. Dib e Gaz convincono Clonebrane a lasciarli uscire, sfruttando questa occasione per riparare un'astronave dotata di intelligenza artificiale, precedentemente appartenuta a Tak (personaggio della serie originale). Dib e Gaz si recano a Moo-Ping 10, una prigione spaziale in cui è rinchiuso Membrane. I due ragazzi liberano il loro padre, il quale è convinto che tutto ciò sia un'allucinazione, e partono per tornare sulla Terra. Durante il viaggio, la nave viene danneggiata da detriti spaziali, e prima di schiantarsi, Membrane viene espulso, non prima di aver detto al figlio di essere orgoglioso di lui.
Dib atterra sulla Terra e combatte contro Zim e il suo esercito di robot, nel tentativo di avere il controllo di Minialce e fermare il Florpus. Membrane riappare in aiuto del figlio, distruggendo in poco tempo l'esercito di robot. Minialce cade nelle mani di Clonebrane, e Zim gli ordina di consegnarglielo e distruggere la famiglia Membrane. Tuttavia, Clonebrane si rifiuta, affermando che Membrane è ormai la sua famiglia, e consegna l'alce a loro. Proprio mentre la Terra sta per entrare nel Florpus, la flotta Irkin sopraggiunge per distruggere il pianeta. La Terra viene coinvolta in varie realtà alternative, prima che Membrane riesca a resettare Minialce e teletrasportare così la Terra nella sua posizione originale. In questo modo, la flotta Irken finisce nel Florpus.
Tornati sulla Terra, la famiglia Membrane si riunisce, permettendo a Clonebrane di stare con loro. Zim appare alla loro finestra e li schernisce, sostenendo che il vero obiettivo della Fase 2 era rubare una statuetta di ceramica dal salotto di Dib. Zim contatta così gli Altissimi per riferirgli del suo successo, solo per vederli soffrire in una realtà alternativa, che Zim tuttavia interpreta come segno di soddisfazione verso il suo lavoro. Viene successivamente schiacciato da un carlino precedentemente lanciato nello spazio da GIR, che lo lancia nuovamente.

## Produzione

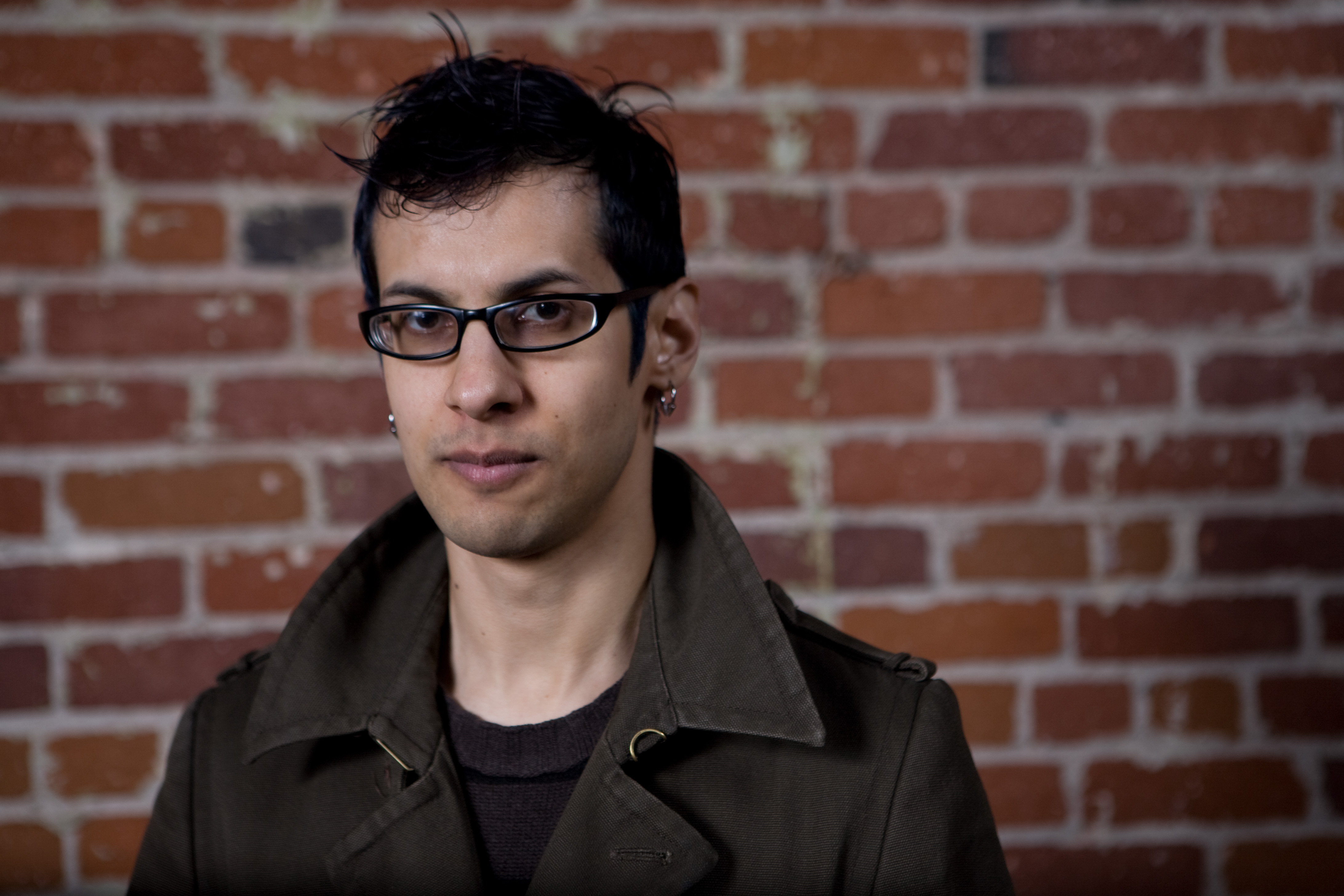
Jhonen Vasquez, creatore della serie originale, torna come sceneggiatore, produttore esecutivo e doppiatore di alcuni personaggi del film.

Il film è stato prodotto dalla Nickelodeon Animation Studio in collaborazione con i servizi d'animazione della Maven Animation Studio in Corea del Sud. Al San Diego Comic-Con il 20 luglio 2018, il creatore della serie, Jhonen Vasquez ha rivelato di aver scritto la sceneggiatura del film nel 2015, e che era in procinto di realizzarlo con il team d'animazione della Maven Animation Studio.
Jhonen Vasquez è tornato come produttore esecutivo, sceneggiatore e come voce di vari personaggi, insieme a Kevin Manthei come compositore e Jenny Goldberg, che ha lavorato alla serie a fumetti di Invader Zim, come direttore artistico. Breehn Burns, produttore e supervisore del film, ha confermato che la produzione è stata ufficialmente conclusa il 17 gennaio 2019.
Il film è stato realizzato a tecnica mista: principalmente in animazione 2D, e con alcune parti in CGI, dal vivo, e con burattini.

## Distribuzione
Il film è stato distribuito su Netflix dal 16 agosto 2019, in tutti i Paesi in cui il servizio è disponibile.

## Accoglienza
Il film è stato acclamato dalla critica. Sul sito aggregatore di recensioni Rotten Tomatoes detiene un 100% di gradimento, basato su 20 recensioni professionali e con un voto medio di 7,28 su 10. Il commento del sito recita: "Invader Zim smette di essere bandito di nuovo in Enter the Florpus, un eccellente risveglio che cattura lo spirito del cartone animato mentre fa girare il destino oltre il limite".
Charles Pulliam-Moore di Io9 ha scritto che il film "trasmette quanto più potenziale esiste ancora nel franchise di Invader Zim", e ha osservato che "Trasformando Zim in una minaccia legittima [...] Invader Zim e il Florpus dà a Dib un vero motivo per combattere e ti fa mettere in dubbio quale di loro vorresti vedere vincere alla fine. Vincent Acovino di NPR ha affermato: "Invader Zim e il Florpus è un eccellente promemoria del motivo per cui la serie occupa un posto così speciale nel canone di Nicktoon". Palmer Haasch di Polygon ha lodato la rappresentazione del rapporto tra Dib e il professor Membrane, definendolo "La cosa migliore" del film.